# 1703 Barry
1703 Barry је астероид главног астероидног појаса са пречником од приближно 9,41 km.
Афел астероида је на удаљености од 2,594 астрономских јединица (АЈ) од Сунца, а перихел на 1,834 АЈ.
Ексцентрицитет орбите износи 0,171, инклинација (нагиб) орбите у односу на раван еклиптике 4,519 степени, а орбитални период износи 1203,760 дана (3,295 године).
Апсолутна магнитуда астероида је 12,40 а геометријски албедо 0,218.
Астероид је откривен 2. септембра 1930. године.